# 9e soirée des prix Jutra
La 9e soirée des prix Jutra, récompensant les films sortis en 2006, a lieu le 18 février 2007 et est diffusée à la télévision de Radio-Canada en direct du Théâtre Maisonneuve à Montréal.

## Déroulement
Le gala est animé pour la deuxième fois par Normand Brathwaite. Les cotes d'écoutes se sont élevées à 989 000 téléspectateurs.

## Palmarès
Les lauréats sont indiqués ci-dessous en premier de chaque catégorie et en gras.

### Meilleur film
- Congorama
  - Bon Cop, Bad Cop
  - La Vie secrète des gens heureux
  - Un dimanche à Kigali

### Meilleure réalisation
- Philippe Falardeau - Congorama
  - Érik Canuel - Bon Cop, Bad Cop
  - Robert Favreau - Un dimanche à Kigali
  - Claude Gagnon - Kamataki

### Meilleur acteur
- Paul Ahmarani et Olivier Gourmet - Congorama
  - Marc Béland - Guide de la petite vengeance
  - Patrick Huard et Colm Feore - Bon Cop, Bad Cop
  - Luc Picard - Un dimanche à Kigali

### Meilleure actrice
- Céline Bonnier - Délivrez-moi
  - Fatou N'Diaye - Un dimanche à Kigali
  - Danielle Proulx - Histoire de famille
  - Ginette Reno - Le Secret de ma mère

### Meilleur acteur de soutien
- Gabriel Arcand - Congorama
  - Gabriel Gascon - Guide de la petite vengeance
  - Pierre Lebeau - Bon Cop, Bad Cop
  - Gilles Renaud - La Vie secrète des gens heureux

### Meilleure actrice de soutien
- Fanny Mallette - Cheech
  - Céline Bonnier - Un dimanche à Kigali
  - Anne Dorval - La Vie secrète des gens heureux
  - Lucie Laurier - Bon Cop, Bad Cop

### Meilleur scénario
- Philippe Falardeau - Congorama
  - Leila Basen, Alex Epstein, Patrick Huard, Kevin Tierney - Bon Cop, Bad Cop
  - Stéphane Lapointe - La Vie secrète des gens heureux
  - Robert Morin - Que Dieu bénisse l’Amérique

### Meilleure direction artistique
- André-Line Beauparlant - Un dimanche à Kigali
  - Jean Bécotte - Bon Cop, Bad Cop
  - Patrice Bengle - Délivrez-moi
  - François Laplante - Black Eyed Dog

### Meilleurs costumes
- Michèle Hamel - Un dimanche à Kigali
  - Anne Duceppe - Le Génie du crime
  - François Laplante - Black Eyed Dog
  - Ginette Magny - Le Secret de ma mère

### Meilleur maquillage
- Marie-Angèle Breitner - Un dimanche à Kigali
  - Claudette Beaudoin-Casavant - Bon Cop, Bad Cop
  - Marie-Angèle Breitner - Le Secret de ma mère
  - Nicole Lapierre - La Rage de l'ange

### Meilleure coiffure
- Ginette Cérat-Lajeunesse - Le Secret de ma mère
  - Johanne Paiement - Bon Cop, Bad Cop
  - Denis Parent - Sans elle
  - Martin Rivest - Le Génie du crime

### Meilleure direction de la photographie
- Pierre Mignot - Un dimanche à Kigali
  - Yves Bélanger - Cheech
  - Allen Smith - Guide de la petite vengeance
  - André Turpin - Congorama

### Meilleur montage
- Jean-François Bergeron - Bon Cop, Bad Cop
  - Hélène Girard - Un dimanche à Kigali
  - Denis Papillon - Histoire de famille
  - Arthur Tarnowski - Duo

### Meilleur son
- Claude La Haye, Hans-Peter Strobl et Marie-Claude Gagné - Un dimanche à Kigali
  - Dominique Chartrand, Christian Rivest, Gavin Fernandes et Pierre Paquet - Bon Cop, Bad Cop
  - Mario Auclair, Pierre-Jules Audet et Stéphane Bergeron - Cheech
  - Normand Mercier, Michel B. Bordeleau et Geoffrey Mitchell - Histoire de famille
  - Michel Charron, Louis Dupire, Jean-François Sauvé, Hans Peter Strobl et Bernard Gariépy Strobl - Sans elle

### Meilleure musique
- Jorane - Un dimanche à Kigali
  - Benoît Charest - Guide de la petite vengeance
  - Michel Corriveau - Bon Cop, Bad Cop
  - Jorane - Kamataki

### Meilleur court ou moyen métrage de fiction
- Les Eaux mortes
  - À l'ombre
  - Les Jours
  - Petit Dimanche

## Prix spéciaux

### Jutra-Hommage
- Pierre Curzi

### Film s'étant le plus illustré à l'extérieur du Québec
- C.R.A.Z.Y.

### Billet d'or
- Bon Cop, Bad Cop

### Meilleur exploitant
- Cinéma Élysée (Stéphane Tremblay) - Granby